# Blanc (Aveyron)
Pour les articles homonymes, voir Blanc (homonymie).
Blanc est un hameau médiéval qui domine la vallée du Sanctus dans la commune de Peux-et-Couffouleux, dans le sud-ouest de l'Aveyron.
Datant des environs de l'an mille, Blanc (altération probable de blan, signifiant une colline) est actuellement constitué des vestiges d'un château fort, une église, plusieurs maisons en pierre, et des terrasses donnant sur la vallée.
Son histoire commence avec la construction d'un château fort pour protéger la route vers les colonies romaines de la côte.
Blanc était originellement dépendant des vicomtes d'Albi, Béziers et Carcassonne - les renommés Trencavel, qui ont résisté à la puissance des rois capétiens jusqu'à leur défaite dans la croisade Cathare du XIIIe siècle. Dès lors, le château est tombé sous la protection d'abord des chevaliers hospitaliers de St Jean, puis d'une succession de seigneurs régionaux.
L'ancienne église de Saint-Jean-de-Nougairoles n'existe plus. Une église paroissiale a été aménagée au XIXe siècle sur l'emplacement du château. 
En 1831, la commune de Blanc, indépendante depuis la Révolution, est supprimée et rattachée à la commune de Peux-et-Couffouleux. En 1868, la population de Blanc comptait plus de 150 habitants, gagnant leur vie principalement par l'élevage de moutons et du commerce avec l'Hérault voisin. Les guerres du XXe siècle et le mouvement vers les grandes villes ont vidé le hameau, jusqu'à son abandon pendant les années 1960. 
Dans les années 80, la 1ère et la 5ème, troupes scoute de Montauban (Scouts d’Europe) restaurent l’église et quelques maisons du village avec les moyens du bord. 
Plus récemment, les habitants du lieu ont créé une association loi de 1901 « Blanc: sauvegarde, réhabilitation » pour restaurer l'ancienne église et cimetière qui menaçaient de s'écrouler et en faire un lieu de rencontre et de culture.